# Палеонтология
Палеонтоло́гия (от др.-греч. παλαιοντολογία) — наука о жизни, существовавшей до начала голоценовой эпохи или в её начале (примерно 11 700 лет назад), в прошлые геологические периоды. Она включает в себя изучение фоссилий (ископаемых остатков) и определяет эволюцию организмов, а также их взаимодействие с окружающей средой (палеоэкология). Палеонтологические наблюдения были задокументированы ещё в V веке до н. э. Палеонтология как наука была создана в XVIII веке в результате работ Жоржа Кювье по сравнительной анатомии и быстро развивалась в XIX веке. Сам термин происходит от др.-греч. παλαιός [palaios] — «древний», ὄν [on] — «существо, тварь» и λόγος [logos] — «слово, понятие».
Палеонтология лежит на границе биологии и геологии, но отличается от археологии тем, что не изучает историю и анатомию современного человека. В настоящее время она использует методы, взятые из широкого спектра наук, включая биохимию, математику и инженерное дело. Использование всех этих методов позволило палеонтологам сделать вклад в эволюционную историю жизни, начиная с того момента, когда Земля стала способна поддерживать жизнь, около 3,8 млрд лет назад. По мере расширения знаний в палеонтологии появились особые направления, некоторые из которых сосредоточены на определённых типах ископаемых организмов, в то время как другие изучают экологию и аспекты экологической истории, такие как древний климат.

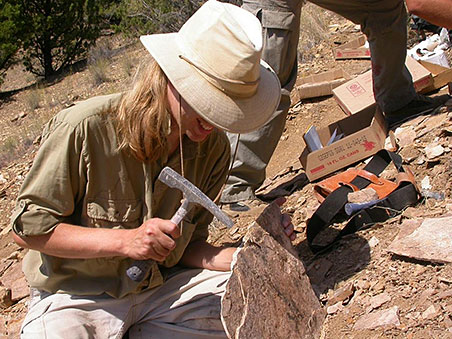
Палеонтолог за работой в национальном памятнике Джон Дэй Фоссил Бедс

Ископаемые остатки организмов и следов их деятельности являются основными свидетельствами древней жизни. При отсутствии датировок абсолютного возраста палеонтологам приходится полагаться на относительное датирование, решая «головоломки» биостратиграфии (расположение слоев горных пород от самых молодых до самых старых). Классифицировать древние организмы также сложно, поскольку многие из них не вписываются в Линнеевскую иерархию, предназначавшуюся для классификации современных организмов, из-за чего палеонтологи и биологи чаще используют кладистику для составления эволюционных «родословных». В последней четверти XX века появилась молекулярная филогенетика, которая исследует, насколько близко родственны организмы, измеряя сходство ДНК в их геномах. Молекулярная филогенетика также использовалась для оценки дат расхождения видов, но существуют споры о надёжности молекулярных часов, от которых зависят такие оценки.

## Обзор
Самое простое определение термина «палеонтология» — это «изучение древней жизни». Эта область ищет информацию о нескольких аспектах древних организмов: «их идентичность и происхождение, их окружение и эволюция, и что они могут рассказать нам об органическом и неорганическом прошлом Земли».

### Историческая наука

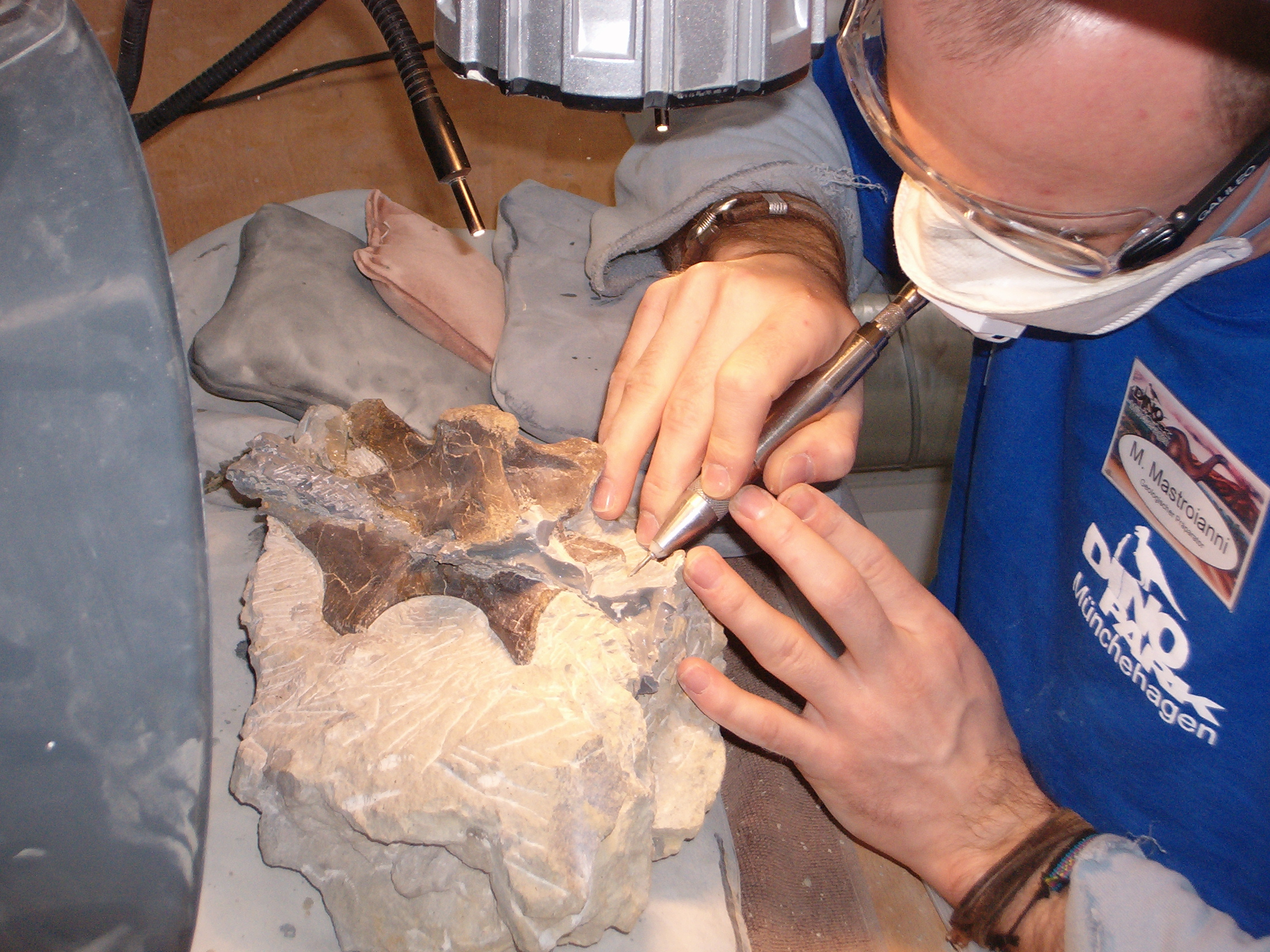
Препарация фоссилизированных (ископаемых) костей Europasaurus

Палеонтология является одной из исторических наук наряду с археологией, геологией, астрономией, космологией, филологией и, собственно, самой историей: она направлена на описание явлений прошлого и реконструкцию их причин. Отсюда следуют три основных элемента палеонтологии: описание явлений прошлого; разработка общей теории о причинах различных типов изменений; и применение этих теорий к конкретным фактам. Пытаясь объяснить прошлое, палеонтологи и другие учёные, занимающиеся историческими науками, часто строят ряд гипотез о причинах, а затем ищут «дымящийся пистолет» —доказательство, которое полностью подтверждает верность определённой гипотезы. Иногда «дымящийся пистолет» обнаруживается счастливой случайностью во время других исследований. Например, открытие Луисом и Уолтером Альваресами иридия, главным образом внеземного металла, в отложениях мел-палеогеновой границы сделало удар астероида наиболее предпочтительным объяснением происхождения мел-палеогенового вымирания, хотя продолжает обсуждаться и влияние вулканизма.
Другой основной вид палеонтологии — экспериментальная наука, о которой часто говорят, что в ней проводят эксперименты, чтобы опровергнуть гипотезы о действии и причинах природных явлений. Этот подход не может доказать гипотезу, так как некоторые более поздние эксперименты могут опровергнуть её, но накопление неудач часто является убедительным доказательством в её пользу. Однако, сталкиваясь с совершенно неожиданными явлениями, такими как первые свидетельства невидимого ионизирующего излучения, ученые-экспериментаторы часто используют тот же подход, что и учёные, занимающиеся историческими науками: создают ряд гипотез о причинах, а затем ищут «дымящийся пистолет».

### Связанные дисциплины
Палеонтология лежит на стыке между биологией и геологией, поскольку она фокусируется на истории прошлых жизней, но её основным источником доказательств являются окаменелости в скалах. По историческим причинам палеонтология входит в программу геологических факультетов во многих университетах: в XIX и начале XX веков геологические отделы обнаружили ископаемые свидетельства, важные для датирования горных пород, в то время как биологические отделы не проявили должного интереса к ним.
Палеонтология также частично совпадает с археологией, которая в основном работает с объектами, созданными людьми, и с человеческими останками, в то время как палеонтологи заинтересованы в характеристиках и эволюции человека как вида. Имея дело с данными о людях, археологи и палеонтологи могут работать вместе — например, палеонтологи могут идентифицировать окаменелости животных или растений вокруг археологических раскопок, чтобы узнать, что ели люди, которые там жили; или они могут проанализировать климат во время проживания.
Кроме того, палеонтология часто заимствует методы из других наук, включая биологию, остеологию, экологию, химию, физику и математику. Например, геохимические сигнатуры из горных пород могут помочь узнать время возникновения жизни на Земле, а анализ соотношений изотопов углерода может помочь выявить климатические изменения и даже объяснить основные изменения, например, массовое пермское вымирание. Относительно недавно созданная дисциплина, молекулярная филогенетика, сравнивает ДНК и РНК современных организмов, воссоздает «родословные» их эволюционных предков. Она также использовалась для оценки дат важных этапов эволюции, хотя этот подход является спорным из-за сомнений в надежности «молекулярных часов». Методы из инженерного дела были использованы для анализа того, как тела древних организмов, возможно, работали, к примеру, скорость бега и сила прикуса тираннозавра, или механика полета микрорапторов. Относительно часто изучают внутренние детали окаменелостей с помощью рентгеновской микротомографии. Палеонтология, биология, археология и палеонейробиология объединяются для изучения эндокраниальных слепков (эндокастов) вымерших видов, в том числе родственных людям, чтобы прояснить эволюцию человеческого мозга.
Палеонтология даже помогает астробиологии в исследовании возможной жизни на других планетах, развивая модели того, как жизнь могла возникнуть, и предоставляя методы для обнаружения свидетельств жизни.

## Термин
В 1821 году Эдуард Эйхвальд предлагал термин ориктозоология (от греч. ископаемый, животное, учение) для обозначения науки об ископаемых животных. С 1827 года Г. Фишер фон Вальдгейм придумал и употреблял термин петроматогнозия.
Термин палеонтология (фр. Palaeontologie) был предложен в 1825 году французским естествоиспытателем Дюкроте де Бленвилем в книге «Руководство малакологии и конхилиологии», которая была известна специалистам. В ней он назвал палеонтологию «наукой о животных и геологии». Термин был пояснён в подстрочном примечании:

Мне кажется полезным создать составное слово для обозначения науки, которая занимается изучением ископаемых органических тел. / Il me semble utile de créer un mot composé pour désigner la science qui s’occupe de l’étude des corps organisés fossiles.
В 1834 году появляется книга «Систематическая библиография по палеонтологии животных» Фишера фон Вальдгейма, в которой термин, предложенный Бленвилем, был использован в её заглавии и разъяснён в предисловии. После выхода в свет книги Фишера новое название получает широкое распространение в мировой литературе (прежде всего во французской, русской и английской); в России термин закрепился во многом стараниями Д. И. Соколова на страницах «Горного журнала».
Синонимы
- Петроматогнозия — Petromatognosiae
- Петрефактология — (от нем. Petrefaktekunde) наука об окаменелостях
- Палеобиология — эволюционная палеонтология. Термин предложен Алексеем Павловым в 1897 году.

## Разделы
Среди основных разделов палеонтологии выделяют палеозоологию и палеоботанику. Палеозоология делится на палеозоологию беспозвоночных (включая палеоэнтомологию) и палеозоологию позвоночных. А палеоботаника — на палеоальгологию (ископаемые водоросли), палеопалинологию (пыльца и споры древних растений), палеокарпологию (семена древних растений) и др. разделы. Существует также палеомикология — изучение ископаемых остатков грибов. Изучением древних микроорганизмов занимается микропалеонтология. Создание палеоэкологии позволило проследить связи организмов прошлого друг с другом и с окружающей средой внутри популяций, ценозов и всего населения древних бассейнов. Среди других разделов — палеобиогеография, тафономия, биостратономия и палеоихнология.

## Классификации древних организмов

Ранги в биологической систематике (Линнея).

|  | Вымершие синапсиды |
|  |                    |
|  | Млекопитающие      |
|  |                    |

|             | Вымершие Архозавры                                                   |
|             |                                                                      |
|             | Крокодилы                                                            |
|             |                                                                      |
| Динозавры ? | \| \| Вымершие Динозавры \| \| \| \| \| ? \| Птицы \| \| \| Птицы \| |
|             | \| \| Вымершие Динозавры \| \| \| \| \| ? \| Птицы \| \| \| Птицы \| |
|             | Вымершие Динозавры                                                   |
|             |                                                                      |
| ?           | Птицы                                                                |
|             | Птицы                                                                |

|   | Вымершие Динозавры |
|   |                    |
| ? | Птицы              |
|   | Птицы              |

|             | Вымершие Архозавры                                                   |
|             |                                                                      |
|             | Крокодилы                                                            |
|             |                                                                      |
| Динозавры ? | \| \| Вымершие Динозавры \| \| \| \| \| ? \| Птицы \| \| \| Птицы \| |
|             | \| \| Вымершие Динозавры \| \| \| \| \| ? \| Птицы \| \| \| Птицы \| |
|             | Вымершие Динозавры                                                   |
|             |                                                                      |
| ?           | Птицы                                                                |
|             | Птицы                                                                |

|   | Вымершие Динозавры |
|   |                    |
| ? | Птицы              |
|   | Птицы              |

|  | Вымершие синапсиды |
|  |                    |
|  | Млекопитающие      |
|  |                    |

|             | Вымершие Архозавры                                                   |
|             |                                                                      |
|             | Крокодилы                                                            |
|             |                                                                      |
| Динозавры ? | \| \| Вымершие Динозавры \| \| \| \| \| ? \| Птицы \| \| \| Птицы \| |
|             | \| \| Вымершие Динозавры \| \| \| \| \| ? \| Птицы \| \| \| Птицы \| |
|             | Вымершие Динозавры                                                   |
|             |                                                                      |
| ?           | Птицы                                                                |
|             | Птицы                                                                |

|   | Вымершие Динозавры |
|   |                    |
| ? | Птицы              |
|   | Птицы              |

|             | Вымершие Архозавры                                                   |
|             |                                                                      |
|             | Крокодилы                                                            |
|             |                                                                      |
| Динозавры ? | \| \| Вымершие Динозавры \| \| \| \| \| ? \| Птицы \| \| \| Птицы \| |
|             | \| \| Вымершие Динозавры \| \| \| \| \| ? \| Птицы \| \| \| Птицы \| |
|             | Вымершие Динозавры                                                   |
|             |                                                                      |
| ?           | Птицы                                                                |
|             | Птицы                                                                |

|   | Вымершие Динозавры |
|   |                    |
| ? | Птицы              |
|   | Птицы              |

|  | Вымершие синапсиды |
|  |                    |
|  | Млекопитающие      |
|  |                    |

|             | Вымершие Архозавры                                                   |
|             |                                                                      |
|             | Крокодилы                                                            |
|             |                                                                      |
| Динозавры ? | \| \| Вымершие Динозавры \| \| \| \| \| ? \| Птицы \| \| \| Птицы \| |
|             | \| \| Вымершие Динозавры \| \| \| \| \| ? \| Птицы \| \| \| Птицы \| |
|             | Вымершие Динозавры                                                   |
|             |                                                                      |
| ?           | Птицы                                                                |
|             | Птицы                                                                |

|   | Вымершие Динозавры |
|   |                    |
| ? | Птицы              |
|   | Птицы              |

|             | Вымершие Архозавры                                                   |
|             |                                                                      |
|             | Крокодилы                                                            |
|             |                                                                      |
| Динозавры ? | \| \| Вымершие Динозавры \| \| \| \| \| ? \| Птицы \| \| \| Птицы \| |
|             | \| \| Вымершие Динозавры \| \| \| \| \| ? \| Птицы \| \| \| Птицы \| |
|             | Вымершие Динозавры                                                   |
|             |                                                                      |
| ?           | Птицы                                                                |
|             | Птицы                                                                |

|   | Вымершие Динозавры |
|   |                    |
| ? | Птицы              |
|   | Птицы              |

|  | Вымершие синапсиды |
|  |                    |
|  | Млекопитающие      |
|  |                    |

|             | Вымершие Архозавры                                                   |
|             |                                                                      |
|             | Крокодилы                                                            |
|             |                                                                      |
| Динозавры ? | \| \| Вымершие Динозавры \| \| \| \| \| ? \| Птицы \| \| \| Птицы \| |
|             | \| \| Вымершие Динозавры \| \| \| \| \| ? \| Птицы \| \| \| Птицы \| |
|             | Вымершие Динозавры                                                   |
|             |                                                                      |
| ?           | Птицы                                                                |
|             | Птицы                                                                |

|   | Вымершие Динозавры |
|   |                    |
| ? | Птицы              |
|   | Птицы              |

|             | Вымершие Архозавры                                                   |
|             |                                                                      |
|             | Крокодилы                                                            |
|             |                                                                      |
| Динозавры ? | \| \| Вымершие Динозавры \| \| \| \| \| ? \| Птицы \| \| \| Птицы \| |
|             | \| \| Вымершие Динозавры \| \| \| \| \| ? \| Птицы \| \| \| Птицы \| |
|             | Вымершие Динозавры                                                   |
|             |                                                                      |
| ?           | Птицы                                                                |
|             | Птицы                                                                |

|   | Вымершие Динозавры |
|   |                    |
| ? | Птицы              |
|   | Птицы              |

Важно называть группы организмов понятным и широко распространенным способом, поскольку часть споров в палеонтологии основана именно на недопонимании названий. Для классификации живых организмов обычно используется таксономия Линнея, но при работе с вновь открытыми организмами она сталкивается с трудностями. Например, трудно определить, на каком уровне разместить новую группу более высокого ранга, например, род, семейство или отряд; это важно, поскольку правила Линнея для именования групп привязаны к этим рангам, и, следовательно, если группа перемещается на другой уровень, она должна быть переименована.
Палеонтологи обычно используют подходы, основанные на кладистике — технике для разработки эволюционного «семейного древа» множества организмов. Это основано на логике, что, если группы B и C имеют больше сходства друг с другом, чем любая из них имеет с группой A, то B и C, вероятно, ближе родственны друг другу, чем каждая из них группе А. Отличия, которые сравниваются, могут быть анатомическими, такие как наличие хорды или же молекулярными, где сравниваются последовательности ДНК или строение белков. Результатом успешного анализа является иерархия клад (групп), которые имеют общего предка. В идеале «генеалогическое дерево» имеет только две ветви, ведущие от каждого узла («соединения»), но иногда для этого недостаточно информации, и палеонтологам приходится обходиться соединениями, имеющими несколько ветвей. Однако у кладистики есть и недостатки из-за существования конвергенции, некоторые признаки появлялись более одного раза, и это необходимо учитывать при анализе и построении ветвей.
Эволюционная биология развития, обычно сокращаемая до «Evo Devo», также помогает палеонтологам создавать «родословные» и понимать окаменелости. Например, эмбриологическое развитие некоторых современных брахиопод предполагает, что они могут быть потомками halkieriids, вымерших в кембрийский период.

## История

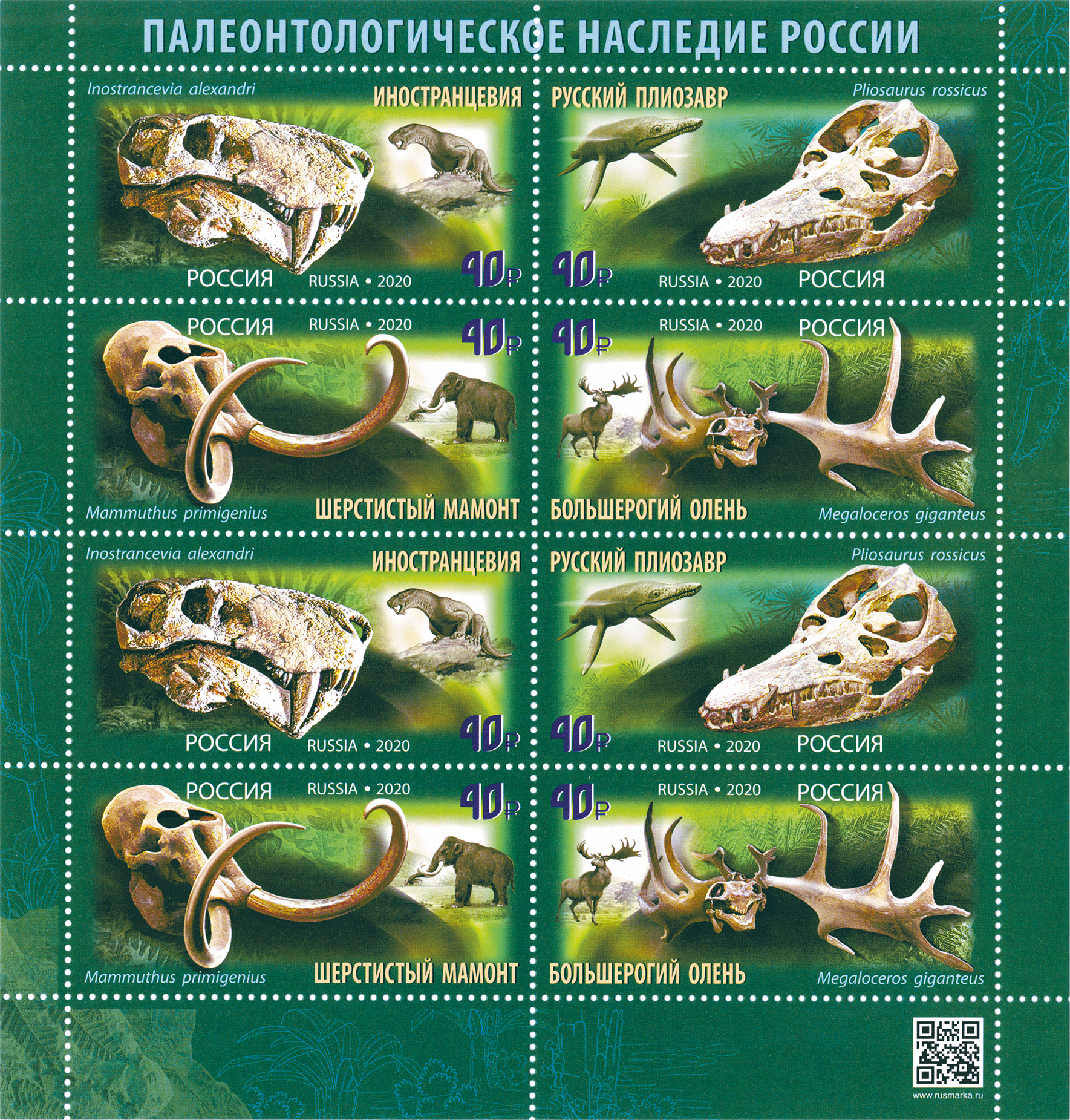
Почтовые марки России, 2020. Палеонтологическое наследие России: иностранцевия, русский плиозавр, шерстистый мамонт, большерогий олень

Люди находили ископаемые остатки живых организмов с древнейших времён. Сведения о них были известны ещё античным натуралистам, таким как Ксенофан, Геродот, Аристотель и др. Далее изучение окаменелостей возобновляется в эпоху Возрождения благодаря исследователям, среди которых были Леонардо да Винчи, Джироламо Фракасторо, Бернар Палисси, Георгий Агрикола. Однако представление о том, что остатки принадлежат вымершим организмам, появилось позднее — одними из первых, вероятно, были датский натуралист Николаус Стено и английский естествоиспытатель Роберт Гук.
Леонардо да Винчи ещё в начале XVI века писал, что каменные раковины под Вероной являются остатками морских моллюсков, оказавшихся там из-за изменения границ суши и моря, однако эта идея долгое время не была господствующей. Большее распространение в XVI—XVIII веках получила гипотеза, выдвинутая античными философами, согласно которой окаменелости росли прямо в скалах под действием некой формообразующей силы. При этом сходство окаменелостей с живыми существами считали следствием того, что и те и другие формируются под действием одних и тех же сил и энергий.
Основателем палеонтологии как научной дисциплины считается Жорж Кювье. Возникновение палеоботаники связывают с именем Адольфа Броньяра. Жану Батисту Ламарку принадлежит создание первой теории эволюции. Особое место занимают исследования в области палеонтологии Карла Рулье.
Новый этап в развитии палеонтологии начинается с появлением в 1859 году наиболее завершённой на тот момент теории эволюции Чарльза Дарвина, оказавшей определяющее влияние на всё дальнейшее развитие естествознания. Современная эволюционная палеонтология была основана Владимиром Ковалевским. Именно благодаря исследованиям Ковалевского и его находкам дарвинизм приобрёл палеонтологически обоснованную базу.